# Mannen die vrouwen haten (boek)
Mannen die vrouwen haten (oorspronkelijke titel Män som hatar kvinnor) is het eerste deel in de Millennium-trilogie van de Zweedse journalist en schrijver Stieg Larsson.
De schrijver overleed in 2004 en in zijn nalatenschap werden drie complete romans aangetroffen die postuum werden gepubliceerd en veel opzien baarden in de wereld van de misdaadromans. 'Mannen die vrouwen haten' werd voor het eerst in Zweden uitgegeven in 2005 en werd binnen korte tijd een internationale bestseller.
Het boek werd bekroond met de 'Glazen Sleutel', de prijs voor de beste Scandinavische misdaadroman, de Zuid-Afrikaanse 'Exclusive Books Boeke Prize' (2008) en de 'ITV3 Crime Thriller Award for International Author of the Year' (2008). 

De Nederlandse vertaling, verzorgd door Tineke Jorissen-Wedzinga, verscheen in 2006 bij uitgeverij Signatuur in Utrecht.
Vanaf 2011 werd het bij de NTR in 40 afleveringen als hoorspel uitgezonden.

## Inhoud
Mikael Blomkvist is onderzoeksjournalist en verantwoordelijk uitgever en mede-eigenaar van het in Stockholm verschijnende tegendraadse maandblad Millennium. Hij heeft zich vastgebeten in een zaak tegen de financieel expert, grootindustrieel en belegger Hans-Erik Wennerström. Deze spant een rechtszaak aan tegen Blomkvist wegens laster en de journalist wordt veroordeeld tot een geldboete en een gevangenisstraf van drie maanden. Dat is een ernstige tegenslag voor het noodlijdende blad en Blomkvist ziet zich gedwongen zich (tijdelijk) terug te trekken uit de redactie. 
Dan wordt hij benaderd door de bejaarde zakenman Henrik Vanger, voormalig topman van het omvangrijke Vanger-concern. Deze vraagt hem om onderzoek te doen naar de verdwijning zo'n 40 jaar eerder van zijn jonge nicht Harriet. Henrik denkt dat ze is vermoord. Als dekmantel voor het onderzoek dient het excuus dat Blomkvist bezig is met het schrijven van de biografie en familiekroniek van Henrik Vanger. De zakenman biedt hem een riant salaris en de belofte dat hij na de afgesproken werkperiode van een jaar nadere belastende informatie zal krijgen over Wennerström.
Blomkvists naspeuringen leiden vooralsnog tot meer vragen, totdat de mysterieuze Lisbeth Salander op zijn weg komt. Zij is een getraumatiseerde jonge vrouw met een bijzonder uiterlijk: klein, mager, voorzien van vele tatoeages en diverse piercings, maar met uitzonderlijke kwaliteiten als onderzoeker en, zoals blijkt, computerhacker. Dit onwaarschijnlijke tweetal vormt een team dat een oplossing vindt voor de verdwijning. Hun naspeuringen leiden echter tot gevaarlijke situaties waarbij zij niet altijd de jagers zijn, maar ook de prooi. Aan het eind van het boek is de titel volledig verklaard en is het Wennerström-concern bankroet door een boek van Mikael en de financiële manipulaties van Lisbeth.

## Verfilmingen
De roman werd in 2009 in Zweden verfilmd onder de oorspronkelijke titel onder regie van Niels Arden Oplev met in de hoofdrollen Michael Nyqvist in de rol van Mikael Blomkvist en Noomi Rapace als Lisbeth Salander.
In 2011 volgde een Amerikaanse verfilming onder de naam The Girl with the Dragon Tattoo. Deze film werd geregisseerd door David Fincher, met in de hoofdrollen Rooney Mara en Daniel Craig.